# Ogaden Anbassa
Ogaden Anbassa – etiopski klub piłkarski grający niegdyś w pierwszej lidze etiopskiej, mający siedzibę w mieście Harer.

## Sukcesy
- I liga[1]:
  - mistrzostwo (1): 1978.

## Występy w afrykańskich pucharach
| Sezon | Rozgrywki       | Runda | Kraj   | Klub        | Dom | Wyjazd | Dwumecz |
| ----- | --------------- | ----- | ------ | ----------- | --- | ------ | ------- |
| 1979  | Puchar Mistrzów | 1     | Malawi | Big Bullets | –   | –      | –       |
| 1979  | Puchar Mistrzów | 2     | Egipt  | Zamalek SC  | –   | –      | –       |

## Stadion
Domowe mecze klub rozgrywa na stadionie o nazwie Harar Stadium w Harer, który może pomieścić 10000 widzów.